# Ужин в Бокере

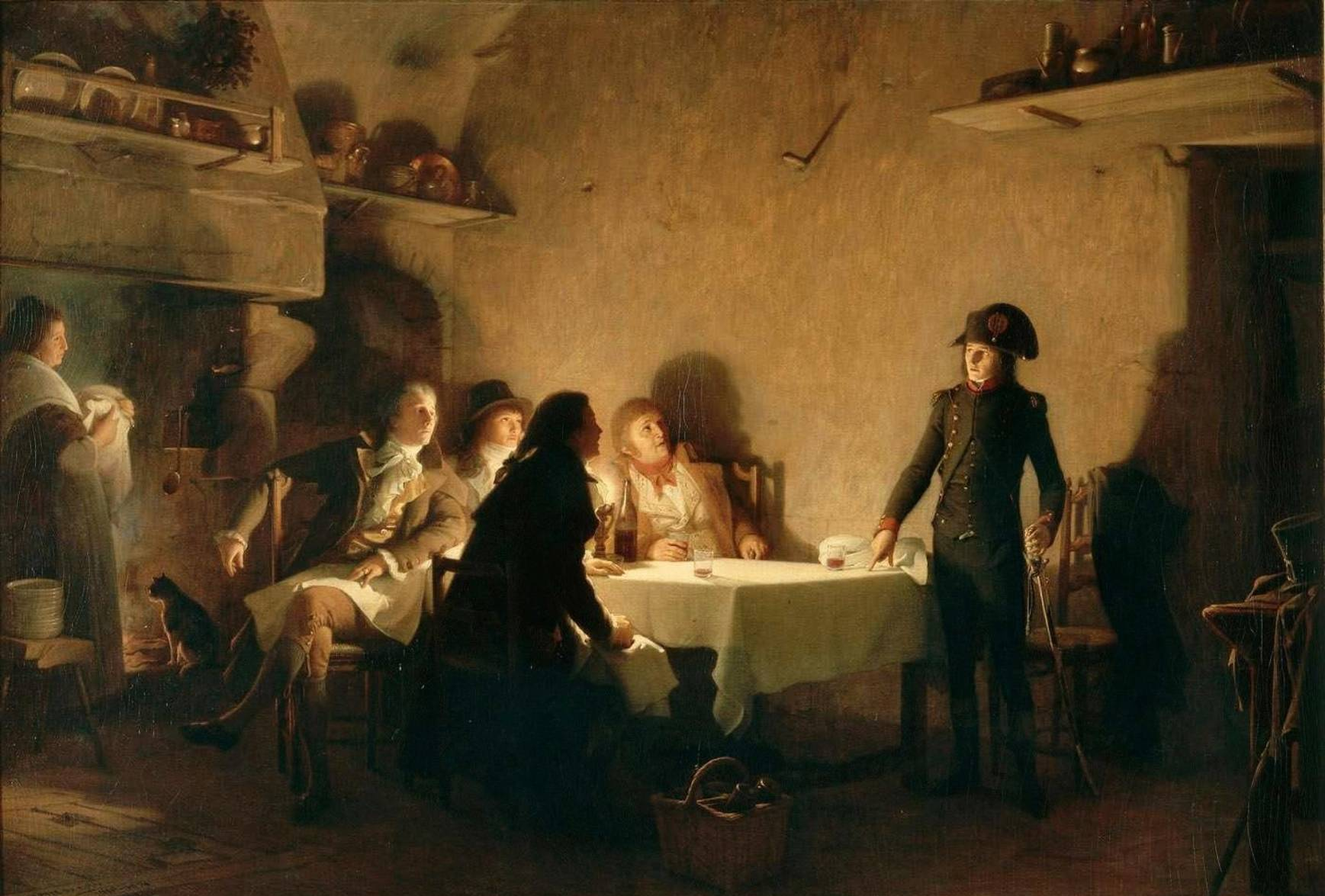
Картина Леконта дю Нуи, на которой изображён ужин Бонапарта в Бокере 28 июля 1793 года

«У́жин в Боке́ре» (фр. Le souper de Beaucaire) — политический памфлет, написанный Наполеоном Бонапартом в 1793 году. На четвёртый год Французской революции гражданская война между различными соперничающими политическими группировками распространилась по всей Франции. Наполеон участвовал в военных действиях со стороны республиканского правительства против мятежных городов на юге Франции. Именно во время этих событий, в 1793 году, он пообщался с четырьмя торговцами-южанами и узнал их мнение о происходящем. Будучи верным солдатом Республики, Бонапарт, в свою очередь, попытался развеять страхи торговцев и показать необоснованность их убеждений. Позже он описал этот разговор в форме памфлета, призывающего положить конец гражданской войне.

## Предыстория
Во время Французской революции после казни короля Людовика XVI исполнительной властью Франции стал Национальный конвент. Благодаря его влиятельным членам, таким как Максимилиан Робеспьер и Жорж Дантон, французская политическая партия якобинцев, созданная в 1790 году в самом начале революции, сумела обеспечить себе контроль над правительством и направлять революцию в своих собственных целях, кульминацией которых стала эпоха террора. Её репрессивная политика привела к восстанию на большей части Франции, включая три крупнейших города (после Парижа) на юге Франции: Лион, Марсель и Тулон. 
Южане были против центрального правительства и его указов, что привело к восстанию. До революции Франция была поделена на провинции с местными органами власти. В 1790 году правительство, Учредительное собрание, разделило Францию на административные департаменты, чтобы сбалансировать неравномерное распределение национальных богатств, особенно сильно проявлявшееся при монархическом старом порядке.

## Восстание на юге Франции
В июле 1793 года артиллерийский офицер капитан Наполеон Бонапарт был направлен под командование генерала Жана-Франсуа Карто для борьбы с повстанцами из Марселя, располагавшимися в Авиньоне, где хранились армейские боеприпасы, необходимые для французской Итальянской армии. 24 июля национальная гвардия Карто атаковала Авиньон, удерживаемый мятежными гвардейцами. Во время нападения они хладнокровно убили тридцать граждан, а затем захватили город и военные запасы. После этого Наполеон отправился в близлежащий Тараскон, чтобы найти повозки для переправки боеприпасов. Он посетил Бокер, находящийся через реку от Тараскона, где в это время проводилась ежегодная ярмарка. Наполеон прибыл туда 28 июля, в последний день ярмарки, и пошёл в таверну, где поужинал и побеседовал с четырьмя торговцами — двое из них из Марселя, один из Монпелье и ещё один из Нима.
В тот вечер Наполеон и четыре купца обсуждали революцию, последующие восстания и их последствия. Выступая как республиканец, Наполеон поддержал дело якобинцев и объяснил преимущества революции, защищая действия Карто в Авиньоне. Один из торговцев из Марселя выразил свои умеренные взгляды на революцию и причины, по которым он поддерживал гражданскую войну против центрального правительства. Торговец подчеркнул, что Марсель не боролся за дело роялистов, но выступил против характера самого Конвента, осуждая его постановления и считая казни граждан незаконными. Наполеон пришёл к выводу, что народу Марселя следует отказаться от контрреволюционных идеалов и принять конституцию Французской республики, чтобы положить конец гражданской войне и позволить регулярной армии восстановить контроль над Францией.
После разговора они до двух часов ночи пили шампанское, за которое заплатил купец из Марселя.

## Публикация и признание
Вскоре после этого события, скорее всего, 29 июля, ещё будучи в Бокере, Наполеон написал политическую брошюру под названием Le souper de Beaucaire («Ужин в Бокере»), в которой солдат говорит с четырьмя торговцами и, выражая симпатию их мнению, пытается рассеять их контрреволюционные настроения.
Брошюра была прочитана Огюстеном Робеспьером, братом Максимилиана Робеспьера, который был впечатлён её революционным контекстом. Сама брошюра мало повлияла на силы мятежников, но послужила причиной продвижения карьеры Наполеона. 
На собственные скромные средства Наполеон оплатил первое издание. Вскоре памфлет был оценен за свою политическую направленность корсиканским политиком и другом семьи Кристофом Саличети, который организовал вторую публикацию и его распространение. Влияние Кристофа, а также его коллеги по Конвенту Огюстина Робеспьера, выдвинуло Наполеона на должность старшего артиллериста в Тулоне. 
Возможно, именно потому, что произведение отвечало задачам якобинского революционного правительства, Наполеон через восемь лет прикажет найти сохранившиеся экземпляры своего произведения и уничтожить.
В «Мемуарах Наполеона Бонапарта», биографии личного секретаря Наполеона Луи де Бурьенна, было отмечено, что Le souper de Beaucaire был переиздан как книга — первое издание было выпущено за счёт Государственного казначейства в августе 1798 года, а второе в 1821 году после смерти Наполеона. Бурьенн также писал:
Во время моего отсутствия во Франции Бонапарт в звании шеф де батальон (майора) провёл свою первую кампанию и внёс существенный вклад в возвращение Тулона. Об этом периоде его жизни у меня нет личных воспоминаний, и поэтому я не буду говорить о нём как свидетель. Я просто приведу некоторые факты, заполняющие промежуток между 1793 и 1795 годами и которые я собрал из документов, предоставленных мне лично Наполеоном. Среди этих работ есть небольшая брошюра под названием Le Souper de Beaucaire, копии которой он скупил за большие деньги и уничтожил при установлении консулата.

## Внешние ссылки
- Скан второго издания 1821 года «Le souper de Beaucaire», Napoleon, 1793. Национальная библиотека Франции, Париж